# Stóri-Krummi
Stóri-Krummi är en bergstopp i republiken Island. Den ligger i regionen Norðurland eystra, 230 km nordost om huvudstaden Reykjavík. Toppen på Stóri-Krummi är 1 170 meter över havet.
Trakten runt Stóri-Krummi är nära nog obefolkad, med mindre än två invånare per kvadratkilometer. Närmaste större samhälle är Akureyri, omkring 12 kilometer nordost om Stóri-Krummi. Trakten runt Stóri-Krummi består i huvudsak av gräsmarker.